# Адау
Адау — великан в абхазской мифологии. Разные Адау имеют разное количество голов, по некоторым вариантам мифов у него один глаз. Его появление сопровождается природными явлениями: ураган, гром, молния. Адау является хранителем огня или водного источника. Он наводит ужас на людей.
Согласно мифу, адау появились после исчезновения ацанов. С ним вступает в битву герой эпоса Сасрыква и побеждает, заставив великана залезть вечером по шею в горное озеро, которое ночью замерзает. После того, как адау заледенел, Сасрыква отрубил ему голову шашкой великана и присыпал рану горячей золой, чтобы не отросла новая голова.